# You’d Be So Nice to Come Home To
You’d Be So Nice to Come Home To ist ein Song aus dem 1943er Musicalfilm Something to Shout About, der von Don Ameche und Janet Blair im Duett gesungen wurde. Cole Porter komponierte ihn (Musik und Text) bereits 1942. 1944 folgte hierfür die Oscar-Nominierung in der Kategorie Bester Song.
Dinah Shore nahm den Song 1942 auf und landete damit einen Hit. 1943 nahm Frank Sinatra den Song in sein Repertoire auf. Durch ihn wurde er zu einem beliebten Jazzstandard des Swing und später des Modern Jazz.  Von den Aufnahmen in neuerer Zeit ist die Version von Helen Merrill auf ihrer Clifford-Brown-Hommage Brownie beachtenswert.

## Wichtige Aufnahmen
- Ella Fitzgerald – Ella at Juan-Les-Pins (1964)
- Coleman Hawkins Encounters Ben Webster (1959)
- Frank Sinatra – A Swingin’ Affair! (1957)
- Mel Tormé – An Evening with George Shearing & Mel Tormé (1982)
- Nina Simone – Nina Simone at Newport (1960)
- Jim Hall – Concierto (1975)